# Sveta Gera
A Sveta Gera (szlovénül: Trdinov vrh) egy hegy Horvátország és Szlovénia határán, a Zsumberki-hegység legmagasabb pontja.

## Leírása
A csúcs egy körülbelül 300 méter hosszú, hullámzó erdei tisztás. Magassága 1178 m (egyes források szerint 1181 m). A csúcsot 15 m magas földmérési jel, egy betonoszlop jelöli. A csúcs közelében található egy vitatott katonai létesítmény, amelyet a volt Jugoszláv Néphadsereg 1991-ben elhagyott, majd a szlovén hadsereg foglalta el.
A hegyet Janez Trdina mengeši író után 1923 óta a szlovének Trdinov vrh-nek hívják. A horvát név sokkal régebbi. Ezt a hegy a 15. századi Szent Jere templomról kapta, amely a csúcstól száz méterre található a szlovén oldalon. Közelében húsz méterre találhatók Szent Illés templom feltárt maradványai. Az RTV Slovenjia 1986-ban a csúcs közelében 94 méter magas rádió- és televíziótornyot épített.
A régebbi német és magyar források Szent Geraberg vagy Gorianc csúcsnak hívják. Régebbi horvát források Szent Illés nevének a csúcs nevével való összefüggéséről adnak információt.

## Története
A csúcson álló a Szent Jera/Szent Gera templomot 1447-ben említik először. 1530-ban uszkókok kezdtek letelepedni a hegységben, és megéptették a Szent Illés templomot. 1802-ben a Szent Gera templomot bezárták. 1889-ben Johannes Frischauf kijelölte az első túraútvonalat a csúcsig, ahol 1899-ben kilátó épült. 1923-ban Ferdinand Seidl kezdeményezésére a Sveta Jera-hegyet a szlovének Trdinov vrh-re nevezék át. 1934-ben a csúcson álló háromszögelési pont fölé 21 m magas, fából készült gúlát emeltek. 1960-ban új, 15 m magas betonoszlop épült a csúcsra. 1968-ban út és katonai létesítményének épültek a csúcs közelében. 1980-ban a szlovének természetvédelem alá helyezték az itteni erdőt. 1986-ben felépítették a 94 m magas távközlési tornyot. 1991-ben a JNA elhagyta a katonai létesítményeket, melyeket Horvátország beleegyezésével a szlovén területvédelem vett át. Még ez évben megtalálták a Szent Illés templom maradványait. 1993-ban megtalálták a Szent Gera templom romjait is. Még ebben az évben megépült a horvát oldalról a csúcsra vezető út. 1999-ben a horvát oldalon létrehozták a Žumberak–Samoborske gorje Natúrparkot. 

## Fordítás
Ez a szócikk részben vagy egészben  a   Sveta Gera című német Wikipédia-szócikk ezen változatának fordításán alapul.  Az eredeti cikk szerkesztőit annak laptörténete sorolja fel. Ez a jelzés csupán a megfogalmazás eredetét és a szerzői jogokat jelzi, nem szolgál a cikkben szereplő információk forrásmegjelöléseként.